# Pędrak

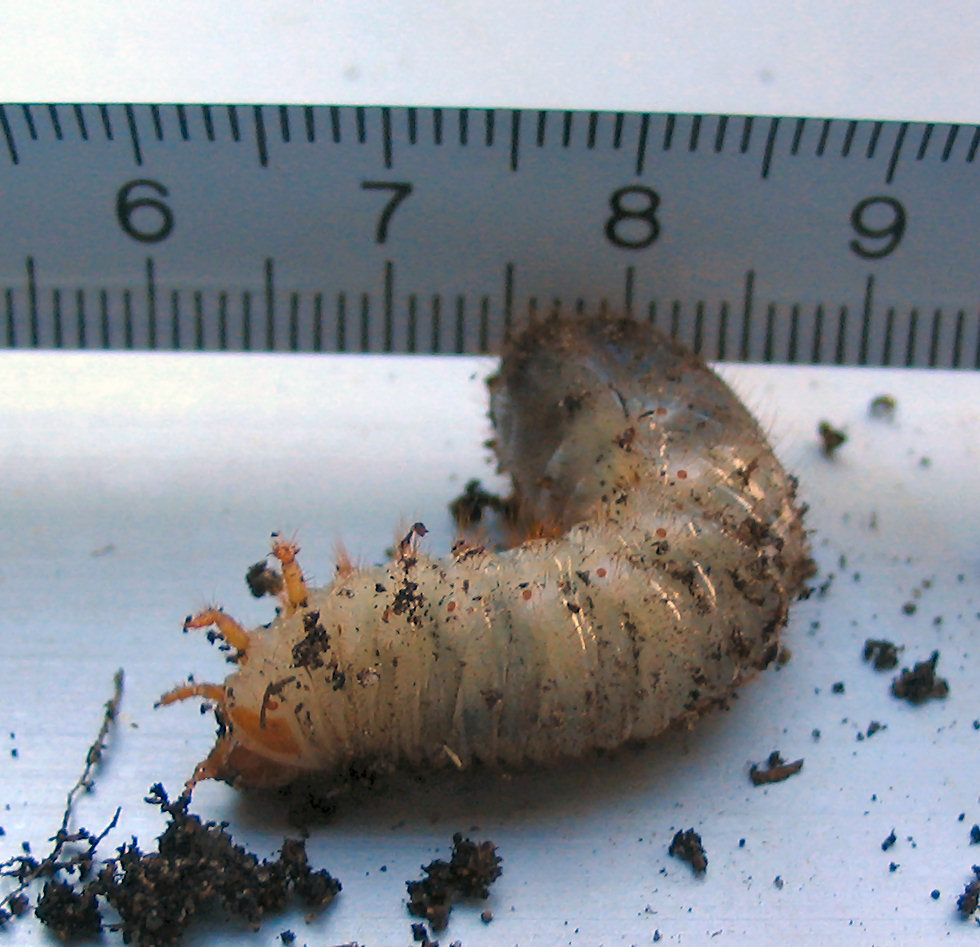
Pędrak

Pędrak (dawniej gwarowe pandrak) – typ larwy oligopodialnej, typ morfologiczny postaci larwalnej owadów, z przeobrażeniem zupełnym, głównie chrząszczy (np. z rodziny żukowatych, jelonkowatych), żyjący w glebie, w kale zwierząt roślinożernych lub w próchniejącym drewnie. Charakteryzuje się dobrze rozwiniętymi odnóżami tułowiowymi i brakiem odnóży odwłokowych (larwa oligopodialna), jest gruba, wygięta, zwykle jasno ubarwiona i mało ruchliwa. Niektóre pędraki żyjące w glebie żerują na korzeniach wielu roślin, przez co często są traktowane jako szkodniki. Wiele z nich żywi się jednak martwymi częściami roślin, nie powodując szkód, a wręcz przyczyniając się do rozkładu materii organicznej.
Do gatunków, w rozwoju których występuje pędrak należą m.in.: chrabąszcz majowy, rohatyniec nosorożec, kruszczyca złotawka, guniak czerwczyk i jelonek rogacz.

## Przykłady definicji
- Pędrak, pędruś – owad z rodzaju Apion[1],
- Pędrak zbożowy – owad z rodzaju Calandra (chrząszcz)
- Pędrak – gruba, mało ruchliwa, bez odnóży odwłokowych larwa niektórych chrząszczy (np. z rodziny Scarabaeidae), żyjąca w glebie lub próchniejącym drewnie[2].
- Larwy pędrakowate (scarabeiformes) – ciało miękkie, biało zabarwione, grube. Są mało ruchliwe, silnie schitynizowaną głowę i narządy gębowe typu gryzącego. Są ślepe, nie mają oczu złożonych ani ocelli. W jelicie końcowym znajdują się worki rektalne, w których larwy magazynują ekskrementy. Żyją w glebie lub oborniku, odżywiają się korzeniami roślin oraz detrytusem[3]
- Pędrak – typ larwy oligopodialnej, krępa np. u żukowatych[4]
- Pędrak jest larwą niektórych chrząszczy wielożernych (w ścisłym znaczeniu – żukowatych). Larwa stosunkowo duża, o ciele wygiętym w kształcie litery C, mało ruchliwa. Głowa silnie schitynizowana i ciemno zabarwiona, narządy gębowe typu gryzącego, na reszcie ciała oskórek jest miękki i jaśniejszy. Na tułowiu występują trzy pary odnóży, brak odnóży na odwłoku. Żyje w glebie, próchnie, oborniku, rozkładających się szczątkach roślinnych, w mrowiskach. Pędrak odżywia się korzeniami roślin lub szczątkami roślin[5].